# Rhynchospora jamaicensis
Rhynchospora jamaicensis är en halvgräsart som beskrevs av Nathaniel Lord Britton. Rhynchospora jamaicensis ingår i släktet småag, och familjen halvgräs. Inga underarter finns listade i Catalogue of Life.